# Euxoa amorpha
Euxoa amorpha là một loài bướm đêm trong họ Noctuidae.